# Edenryd
Edenryd este o arie protejată (arie specială de conservare — SAC, sit de importanță comunitară — SCI) din Suedia întinsă pe o suprafață de 516,2 ha, integral pe uscat.

## Localizare
Centrul sitului Edenryd este situat la coordonatele 56°01′58″N 14°30′37″E / 56.0329°N 14.5103°E.

## Înființare
Situl Edenryd a fost declarat sit de importanță comunitară în iulie 2000 pentru a proteja un număr necunoscut de specii din flora spontană și fauna sălbatică aflate în arealul zonei. Situl a fost protejat și ca arie specială de conservare în martie 2011.

## Biodiversitate
Situată în ecoregiunile continentală și marină baltică, aria protejată conține 12 habitate naturale: Mlaștini alcaline, Insulițe și insule mici din Baltica boreală, Lagune de coastă, Terase mlăștinoase și terase nisipoase neacoperite de apă la reflux, Pajiști fino-scandinave uscate până la mezice, bogate în specii de altitudine mică, Recifuri, Bancuri de nisip acoperite în permanență slab de apă marină, Litoraluri nisipoase din Baltica boreală cu vegetație perenă, Pășuni de coastă din Baltica boreală, Pajiști cu Molinia pe soluri calcaroase, turboase sau argilos-nămoloase (Molinion caeruleae), Golfuri mici largi și golfuri puțin adânci, Păduri de stejar sau de stejar și carpen sub-atlantice și medio-europene de Carpinion betuli.
La baza desemnării sitului se află un număr nedeclarat de specii protejate.